# روبرت إدوارد لي
روبرت إدوارد لي (بالإنجليزية: Robert Edward Lee) قائد عسكري كبير من القادة الأمريكيين، (19 يناير 1807-12 أكتوبر 1870م). قاد جيش القوات الكونفدرالية في الحرب الأهلية الأمريكية، وهو واحد من مشاهير أبطال الأمة الأمريكية.
ولد روبرت إدوارد لي في مدينة ستراتفورد هول بالقرب من مونتروس بولاية فرجينيا، بالولايات المتحدة. وعندما اندلعت الحرب بين الولايات المتحدة والمكسيك عام 1846 أرسله الجيش إلى تكساس ليعمل مساعد مهندس تحت قيادة الجنرال جون إي. وول. وعلى عكس الكثير من الجنوبيين لم يكن لي يؤمن بالاسترقاق، كما لم يكن يحبذ الانفصال. وقد كان يشعر أن للاسترقاق تأثيرًا سلبيًا على السادة بالإضافة إلى المستعبدين. وقبل الحرب بفترة طويلة حرر العدد القليل من الرقيق الذين كان قد ورثهم. كان لي معجبًا بجورج واشنطن إعجابًا كبيرًا، وكان يكره فكرة الوطن المقسَّم. خدم لي في الجيش المتحالف في ريتشموند بفرجينيا، مستشارًا عسكريًا لرئيس التحالف الجنوبي جيفرسون ديفيس. وفي مايو 1861 رقّي إلى رتبة فريق أول. وفي سلسلة من الاشتباكات عُرفت باسم معارك الأيام السبعة، أجبر لي ماك القائد ليلان على الانسحاب. وفي عام 1862 كسب لي نصرًا كبيرًا على الجنرال جون بوب في المعركة الثانية معركة بول ران عند ماناسس. وفي ديسمبر 1862 قاد الجنرال أمبروز بيرنسايد هجومًا ضد لي في مدينة فريدركسبرج في فرجينيا. وقد هزمت قوات لي القوات الاتحادية هزيمة مريرة. ولكن لي لم يستطع أن يستغل انتصاره.
في أوائل عام 1865 عيّن لي قائدًا عامًا لكل الجيوش المتحالفة. وسقطت ريتشموند في أبريل 1865 وتراجع جيش لي المهلهل في اتجاه الغرب. وقطعت القوات الشمالية الطريق على قوات لي وحاصرتها عند أبوماتوكس كورت هاوس في فرجينيا واستسلم لي لغرانت في 9 أبريل 1865.

## حياته المبكرة وتعليمه
وُلد روبرت إدوارد لي في مزرعة ستراتفورد هول بمقاطعة ويستمورلاند، فرجينيا، لأبويه هنري لي الثالث وآن هيل كارتر لي في 19 يناير عام 1807. ويعود نسبه إلى ريتشارد لي الأول الذي هاجر من شروبشاير بإنجلترا إلى فرجينيا عام 1639.
واجه والد لي، هنري لي الثالث، انتكاسات مالية حادة بسبب استثمارات فاشلة، مما أدى إلى وضعه في سجن المدينين. وبعد فترة وجيزة من إطلاق سراحه في العام التالي، انتقلت العائلة إلى مدينة الإسكندرية، التي كانت في ذلك الوقت لا تزال جزءًا من مقاطعة كولومبيا (والتي أعيدت إلى فرجينيا عام 1847). وكان سبب الانتقال هو توفر مدارس محلية ذات جودة عالية هناك، بالإضافة إلى وجود العديد من أفراد عائلة آن الممتدة بالقرب منهم. وفي عام 1811، انتقلت العائلة، بما في ذلك طفلهم السادس المولود حديثًا، ميلدريد، إلى منزل في شارع أورونوكو.
في عام 1812، انتقل والد لي بشكل دائم إلى جزر الهند الغربية. والتحق لي بمدرسة إيسترن فيو، وهي مدرسة للشباب النبلاء في مقاطعة فاوكواير بفرجينيا، ثم التحق بأكاديمية الإسكندرية، التي كانت مجانية للأولاد المحليين، حيث أظهر موهبة في الرياضيات. وعلى الرغم من نشأته كمسيحي ملتزم، إلا أنه لم ينضم إلى الكنيسة الأسقفية الأمريكية حتى بلغ 46 عامًا.
غالبًا ما كانت عائلة آن لي تتلقى الدعم من قريبهم ويليام هنري فيتزهاغ، الذي كان يمتلك منزل شارع أورونوكو وسمح لعائلة لي بالإقامة في منزله الريفي «رافينزوورث». وكتب فيتزهاغ إلى وزير الحرب الأمريكي، جون كالهون، يحثه على منح روبرت موعدًا في الأكاديمية العسكرية للولايات المتحدة في ويست بوينت. وسلم الشاب روبرت الرسالة بنفسه.
التحق لي بويست بوينت في صيف عام 1825. وفي ذلك الوقت، كان التركيز الرئيسي للمنهج الدراسي هو الهندسة؛ حيث أشرف رئيس فيلق القوات البرية الأمريكي الهندسي على المدرسة وكان المشرف ضابطًا مهندسًا. ولم يُسمح للطلاب بالمغادرة إلا بعد إنهاء عامين من الدراسة ونادرًا ما سُمح لهم بمغادرة حرم الأكاديمية. وقد تخرج لي في المرتبة الثانية على دفعته بعد تشارلز ماسون (الذي استقال من الجيش بعد عام من التخرج). ولم يرتكب لي أي مخالفات خلال سنوات دراسته الأربع، وهو تميز شاركه خمسة فقط من زملائه الخمسة والأربعين في الفصل. وفي يونيو 1829، كُلف لي كبراءة فخرية برتبة ملازم ثانٍ في فيلق المهندسين. وبعد التخرج، وبينما كان ينتظر التعيين، عاد إلى فرجينيا ليجد والدته على فراش الموت؛ توفيت في رافينزوورث في 26 يوليو عام 1829.

## مسيرته في الهندسة العسكرية
في 11 أغسطس عام 1829، أصدر العميد تشارلز غراتيوت أوامره للي بالتوجه إلى جزيرة كوكسبورن بجورجيا. وكانت الخطة تتضمن بناء حصن على الجزيرة المليئة بالمستنقعات، ليتحكم في مصب نهر سافانا. وشارك لي في المراحل الأولى من البناء، حيث جرى تجفيف الجزيرة وتأسيسها. وفي عام 1831، أصبح من الواضح أن الخطة الحالية لبناء ما عُرف لاحقًا باسم حصن بولاسكي ستحتاج إلى إعادة هيكلة، فنُقل لي إلى حصن مونرو الواقع في أقصى طرف شبه جزيرة فرجينيا (في هامبتون بفرجينيا حاليًا).
خلال إجازته الصيفية عام 1829، يبدو أن لي قد غازل ماري كاستيس لي، التي كان يعرفها منذ الطفولة. وحصل لي على إذن بمراسلتها قبل مغادرته إلى جورجيا، على الرغم من أن ماري كاستيس طلبت إلى لي أن يكون «لبقًا» في كتاباته، حيث كانت والدتها تقرأ رسائلها، خاصة تلك الواردة من الرجال. ورفضت كاستيس لي في المرة الأولى التي طلب فيها الزواج بها؛ إذ لم يعتقد والدها أن ابن «لايت هورس هاري لي» المشين رجل مناسب لابنته. وقبلت ماري طلبه بموافقة والدها في سبتمبر عام 1830، بينما كان في إجازة صيفية، وتزوج الاثنان في 30 يونيو عام 1831.

## معرض صور

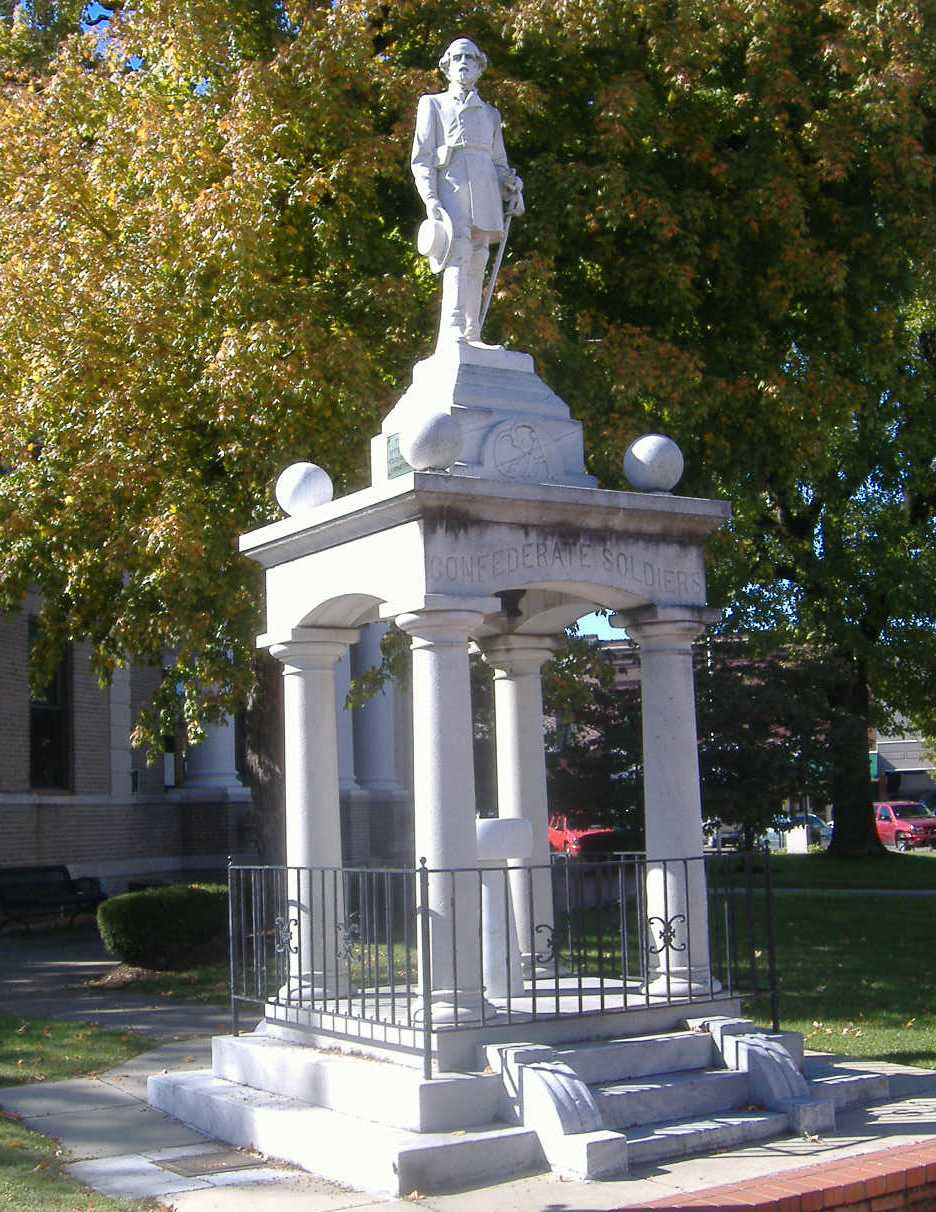
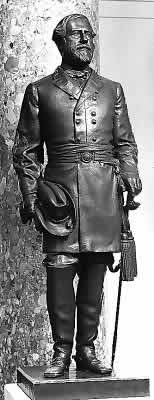
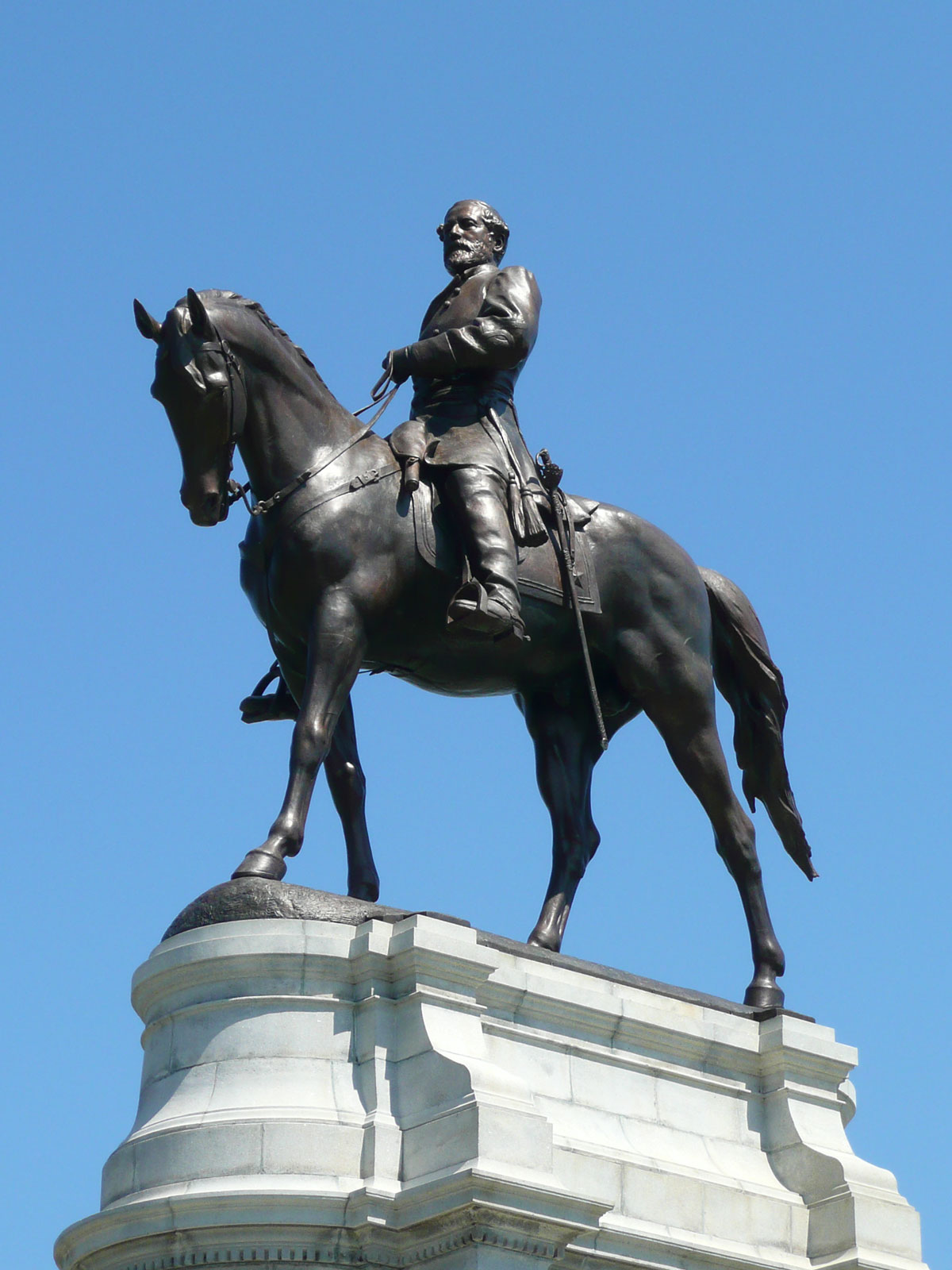
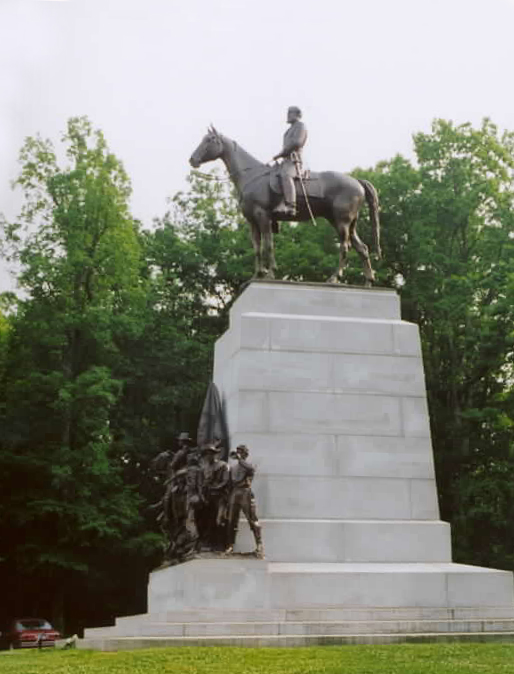
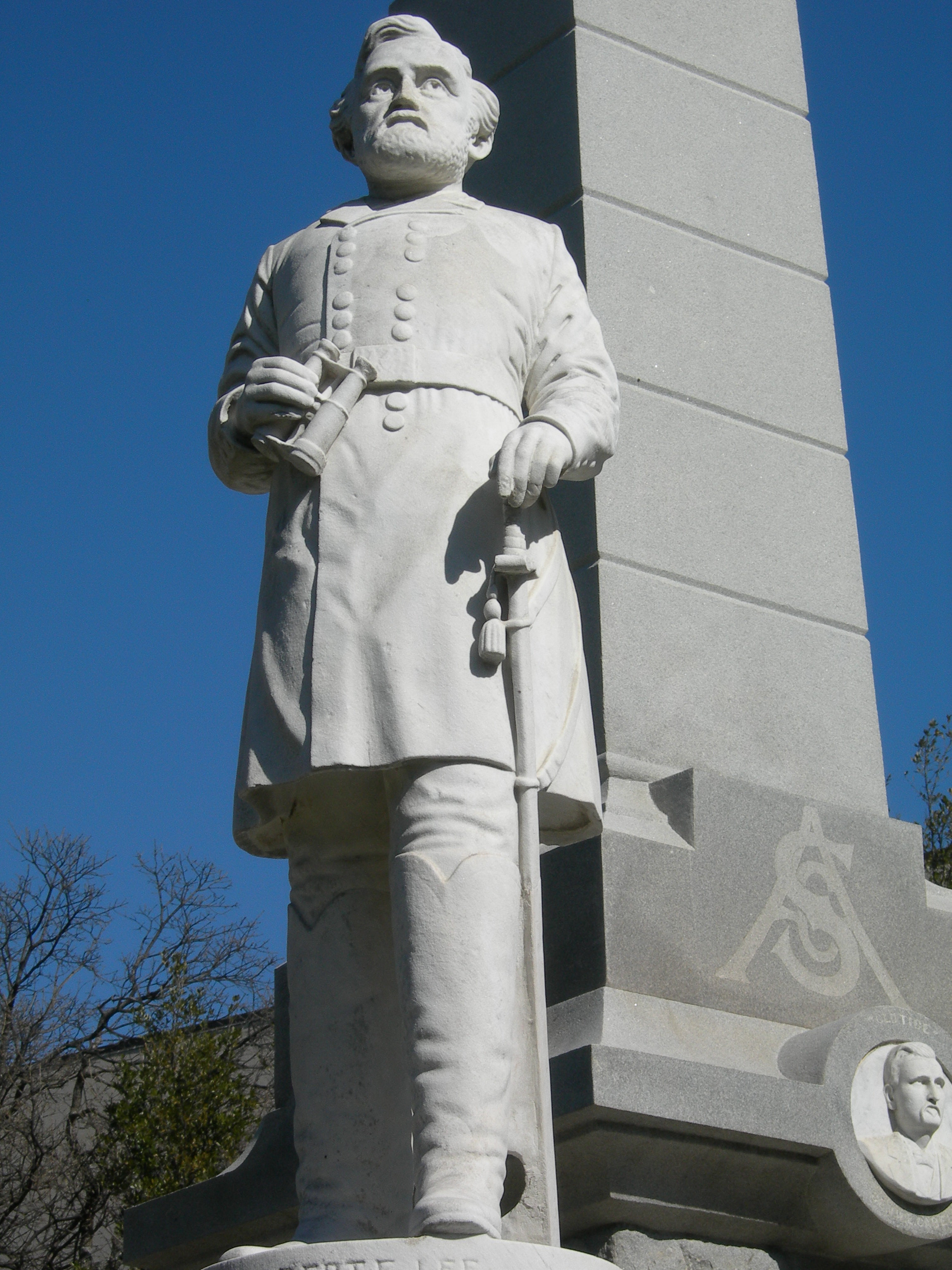

## روابط خارجية
- روبرت إدوارد لي على موقع الموسوعة البريطانية (الإنجليزية)
- روبرت إدوارد لي على موقع إن إن دي بي (الإنجليزية)
- روبرت إدوارد لي على موقع ديسكوغز (الإنجليزية)